# Panagia Portaitissa

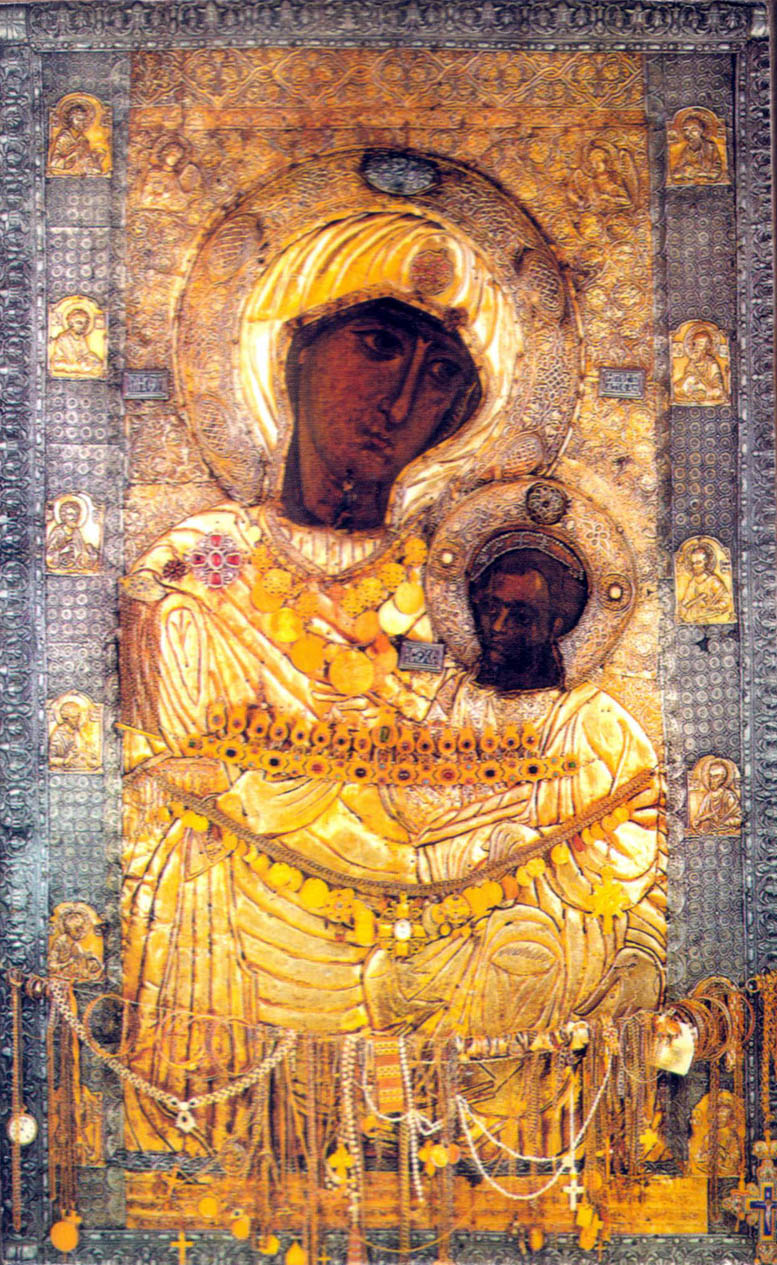
Nossa Senhora de Iveron, Monte Athos, Grécia

A Panagia Portaitissa (em grego:  Παναγία Πορταΐτισσα; em georgiano:  ივერიის ღვთისმშობლის ხატი) também conhecida como Theotokos de Iveron ou Iverskaya em russo,  é um ícone ortodoxo da Virgem Maria no mosteiro georgiano de Iveron no Monte Athos, na Grécia, onde se acredita que esteja desde o ano 999.  Segundo a tradição sagrada da Igreja Ortodoxa, foi pintado pelo apóstolo Lucas, o Evangelista .  O ícone é chamado de "milagroso", o que significa que vários milagres foram atribuídos à intercessão da Theotokos (Mãe de Deus) por pessoas que oravam diante dele. O ícone é comemorado em 12 de fevereiro,  bem como na Terça-feira Luminosa,  e também em 13 de outubro, comemorando o translado para Moscou do ícone de Iveron. 

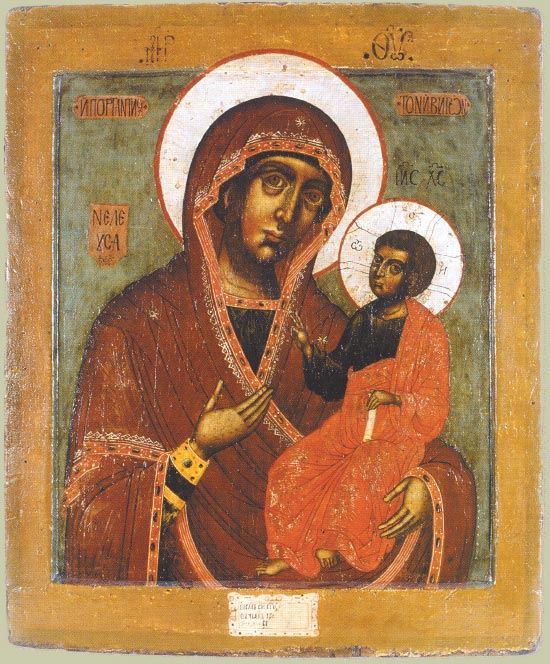
Versão russa do século XVII

O ícone pertence a uma família de imagens da Theotokos conhecida como Hodegetria (grego : Όδηγήτρια, "aquela que lidera o caminho"), em homenagem ao protótipo de Constantinopla. Nesses ícones, o Menino Jesus está sentado no braço esquerdo de sua mãe e ela é retratada apontando para Cristo com a mão direita. Outro ícone famoso baseado na Hodegetria é Nossa Senhora de Częstochowa .
Uma característica única deste ícone é o que parece ser uma cicatriz na bochecha direita ou no queixo da Virgem Maria. Existem várias tradições diferentes para explicar isso, mas a mais comumente sustentada pelos cristãos ortodoxos é que o ícone foi esfaqueado por um soldado em Niceia durante o período iconoclasta sob o imperador Teófilo (829–842). Segundo a tradição, quando o ícone foi esfaqueado, sangue jorrou milagrosamente da ferida.
O original em Iveron está envolto em uma riza cinzelada de prata e ouro cobrindo quase todas as figuras, exceto os rostos, como é comum nos ícones mais venerados.

## História tradicional

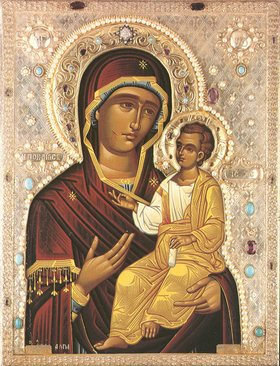
Panagia Portaitissa, réplica de Montreal

De acordo com a tradição sagrada da Igreja Ortodoxa, o ícone esteve em posse de uma viúva em Niceia. Não querendo que o ícone fosse apreendido e destruído pelos iconoclastas, ela passou a noite toda em oração e então jogou o ícone no Mar Mediterrâneo . Mais tarde, o filho da viúva foi ao Monte Athos, onde se tornou monge e contou o milagre da ferida sangrando e como o ícone havia sido colocado no mar. Muito mais tarde (c. 1004)  o ícone foi recuperado do mar por um monge georgiano chamado Gabriel, o Ibérico (mais tarde canonizado como santo na Igreja Ortodoxa), que servia no Mosteiro de Iveron, no Monte Athos. O fato ocorreu na terça-feira da Semana da Páscoa, e é comemorado anualmente nesse dia (assim como na data fixa de 31 de março). O ícone foi levado para o katholikon (igreja principal) do mosteiro que lhe deu o nome.
A tradição afirma que no dia seguinte, quando os monges entraram na igreja, não encontraram o ícone. Depois de procurar, eles descobriram o ícone pendurado nos portões do mosteiro. Essa ocorrência se repetiu diversas vezes, até que São Gabriel relatou ter tido uma visão da Theotokos, na qual ela revelou que não queria que seu ícone fosse guardado pelos monges, mas sim que pretendia ser sua Protetora. Depois disso, o ícone foi instalado permanentemente em uma pequena capela próxima aos Portões, onde permanece até hoje. Por isso, o ícone passou a ser chamado de Portaitissa ou "Guardiã do Portão". Este título não era novo para a Virgem Maria, mas vem de um verso do Acatisto à Mãe de Deus: "Alegra-te, ó Abençoada Guardiã dos Portões, que abres os portões do Paraíso aos justos." Monges e freiras ortodoxos em todo o mundo frequentemente colocam um ícone da Theotokos de Iveron nos portões do mosteiro. Também é comum em templos ortodoxos (prédios de igrejas) colocar um ícone da Theotokos Portaitissa na parte interna da iconostáse, acima das Santas Portas, olhando para a Mesa Sagrada (mesa do altar).

## Versão de Moscou

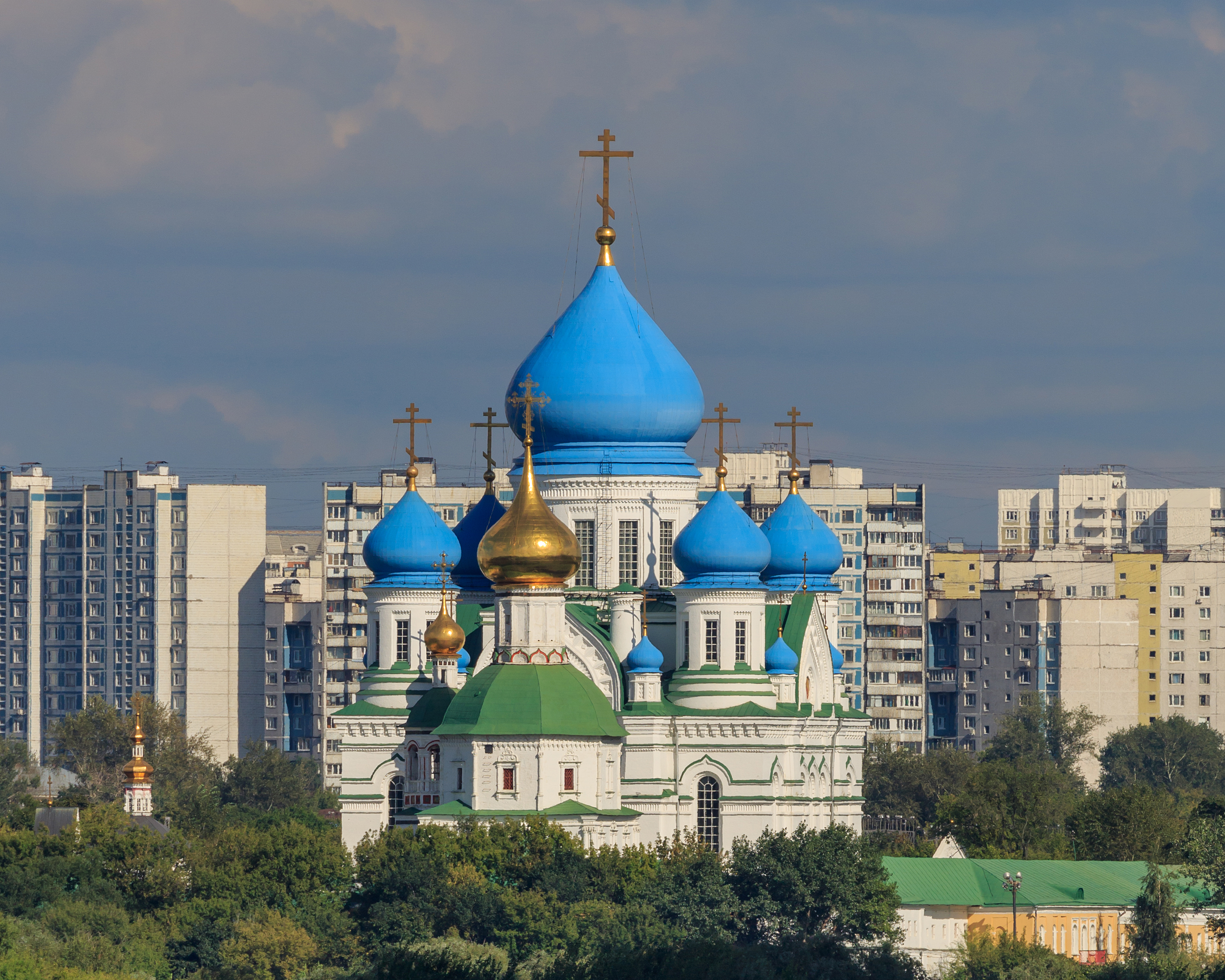
A catedral dedicada à Nossa Senhora de Iveron, no Mosteiro Nikolo-Perervinsky, Moscou.

Em 1648, o Patriarca Nicônio de Moscou, enquanto ainda era Arquimandrita do Mosteiro Novospassky, encomendou uma cópia exata do ícone de Iveron para ser feita e enviada à Rússia. Quase imediatamente após sua chegada, em 13 de outubro, o ícone foi “glorificado” com inúmeros milagres atribuídos a ele pelos fiéis.  A Capela Iverskaya foi construída em 1669 para consagrar o ícone ao lado dos muros do Kremlin em Moscou. A capela era a entrada principal da Praça Vermelha e, tradicionalmente, todos, do czar ao camponês mais humilde, paravam ali para venerar o ícone antes de entrar na praça. Após a Revolução Bolchevique de 1917, a capela foi destruída pelos comunistas e o destino do ícone é desconhecido até hoje.

## Versão de Montreal
Como é comum na Igreja Ortodoxa, o ícone é um protótipo que foi copiado inúmeras vezes. Várias das cópias em si são conhecidas por fazerem milagres, uma das mais famosas delas é o ícone do miróforo de Montreal, no Canadá . Durante quinze anos (1982–1997), enquanto a mirra continuava a fluir do Ícone, o Irmão José Muñoz Cortés dedicou-se ao seu cuidado, acompanhando-o em inúmeras viagens a paróquias por todos os Estados Unidos e Canadá, à América do Sul, Austrália e Europa. O ícone foi roubado em uma dessas viagens, em outubro de 1997, quando o irmão Muñoz Cortés foi torturado e assassinado em um quarto de hotel em Atenas, Grécia, e o ícone não foi visto desde então. Ele havia planejado retornar a Montreal no dia seguinte para comemorar o décimo quinto aniversário do aparecimento da mirra milagrosa no ícone. Uma nova cópia do ícone Iveron de transmissão de mirra de Montreal começou a transmitir mirra na Igreja Ortodoxa Russa no Havaí em 2007.  Vários dias festivos durante o ano litúrgico celebram alguns desses milagres (veja Links externos, abaixo).

## Veneração
- 12 de fevereiro – transferência para o Mosteiro Valday Iversky (1656),
- 31 de março – Aparição do Ícone da Mãe de Deus (999),
- 23 de abril – devolução do ícone do museu à Catedral da Dormição, Moscou, em 2012
- 13 de outubro – transladação para a Porta Ibérica em 1648
- Terça-feira brilhante